# Administrador Financiero de Transantiago

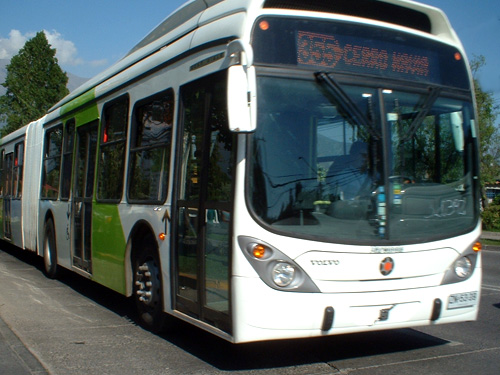
Transantiago

El Administrador Financiero de Transantiago (AFT) es el ente encargado de recaudar, administrar y distribuir los ingresos entre los operadores de la Red Metropolitana de Movilidad (anteriormente Transantiago), además de encargarse de la comercialización y distribución la tarjeta bip!.
Este Administrador se encuentra constituido bajo la legislación chilena como Sociedad Anónima.
A contar del 1 de enero de 2014 Metro S.A. se hace cargo del control administrativo y logístico del AFT.
Dentro de las funciones y roles que tiene el AFT se encuentran:
- Emisión, Administración y Comercialización del Medio de Acceso
- Provisión de la Red de Comercialización y Recarga del Medio de Acceso
- Recaudación, Administración y Distribución de los Recursos del Sistema
- Provisión y Mantenimiento del Equipamiento de Cobro Embarcado
- Conformación y Administración de la Reserva Técnica del Sistema
- Clearing Financiero del Sistema
- Operación del Switch Transaccional
- Implementación, Operación y Explotación de Negocios Complementarios
- Provisión y Mantenimiento del Equipamiento de Localización y Control (AVL)

## Propietarios
Conforme a la información pública disponible en la Superintendencia de Valores y Seguros, la empresa antes de ser controlada por Metro S.A. estuvo constituida por:
- BancoEstado (21% de participación)
- Banco de Chile (20% de participación)
- Banco de Crédito e Inversiones (20% de participación)
- Banco Santander Chile (20% de participación)
- Promotora CMR Falabella (9,5% de participación)
- Sonda S.A. (9,5% de participación)